# Tolsa vasútállomás
Tolsa vasútállomás Finnországban, Kirkkonummi településen található.

## Vasútvonalak
Az állomást az alábbi vasútvonalak érintik:
- Helsinki–Turku-vasútvonal

## Kapcsolódó állomások
A vasútállomáshoz az alábbi állomások vannak a legközelebb:
- Jorvas vasútállomás (Helsinki Central, X Helsinki - Siuntio, U Helsinki - Kirkkonummi, L Helsinki - Kirkkonummi)
- Kirkkonummi vasútállomás (Siuntio vasútállomás, X Helsinki - Siuntio)
- Kirkkonummi vasútállomás (Kirkkonummi vasútállomás, U Helsinki - Kirkkonummi, L Helsinki - Kirkkonummi)